# 竹間正雄
竹間 正雄（ちくま まさお、1933年9月7日 - ）は、日本のプロゴルファー。

## 来歴
霞ヶ関カンツリー倶楽部にキャディとして入り、那須ゴルフ倶楽部から研修生として来ていた小針春芳と出会う。
1955年にプロ入りし、1957年にはホームコースの霞ヶ関CCで行われたカナダカップで中村寅吉についていた。
1964年の日本プロでは一緒に練習していた小針、戸田藤一郎と同じ組になり、スタート前には小針に「今日は戸田さんのゴルフを見て、何かを盗んでやろうと思っている。お前さんもそうした方がいいよ」と囁かれた。竹間は小針から出た言葉で、自分の心の甘さを恥じると、ホールごとに、戸田のスイングとボールの軌道を凝視。スタート前の小針の囁きが頭から離れなくなってしまい、抑えようとすればするほど、ショットが暴れ、80を切れなかった。2日目のスタート前には戸田から「俺と小針を気にし過ぎているよ。そんなに気にせずに、自分のゴルフをやってみろ」とアドバイスを貰うと、69に収まり、予選を通過することが出来た。　
1965年の日本プロでは最終日に杉原輝雄と共に67をマークし、小野光一と並んでの5位タイに入った。
1966年には中日クラウンズに初出場し、絶好のコースコンディションで迎えた初日の第1ラウンドで多くの選手がスコアを伸ばす中、2番で2オンに成功。8mのイーグルパットをねじ込むなどベストスコア66をマークし、藤井義将・松田司郎・杉原に1打差付けて単独首位に立った。午後の第2ラウンドでは大ブレーキがかかり、17番のバンカーショットでミスを犯しダブルボギーとするなど、午前より9ストロークも多い75を叩き急落。
1969年の関東プロでは小針と共に安田春雄とのプレーオフで敗れて2位タイに入り、1972年には東北地方初の男子プロトーナメント「七夕杯・東北クラシック」では初日を藤井春信・島田幸作・能田征二・大島富五郎・山本善隆と並んでの10位タイでスタートした。
2007年には日本プロスポーツ大賞功労賞を受賞。

## 主な著書
- 「ゴルフ この単純打法で突然うまくなる 難しく考えて損していないか」主婦と生活社、1988年8月1日、ISBN 4391111039。
- 「ゴルフ この単純打法で突然うまくなる 改訂版: 難しく考えて損していないか」主婦と生活社、1997年4月1日、ISBN 4391120070。